# Richard Sterba

Richard Sterba als Medizinstudent (1919)

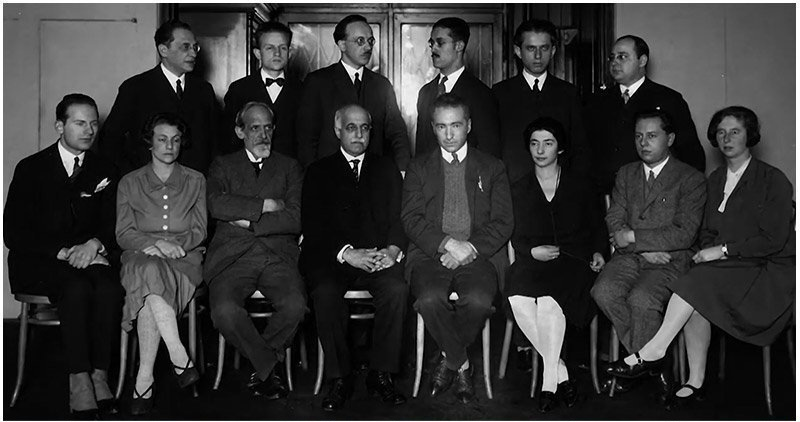
Richard Sterba im Wiener Psychoanalytischen Ambulatorium 1922 (sitzend, 2. von rechts).
Foto: Ludwig Gutmann

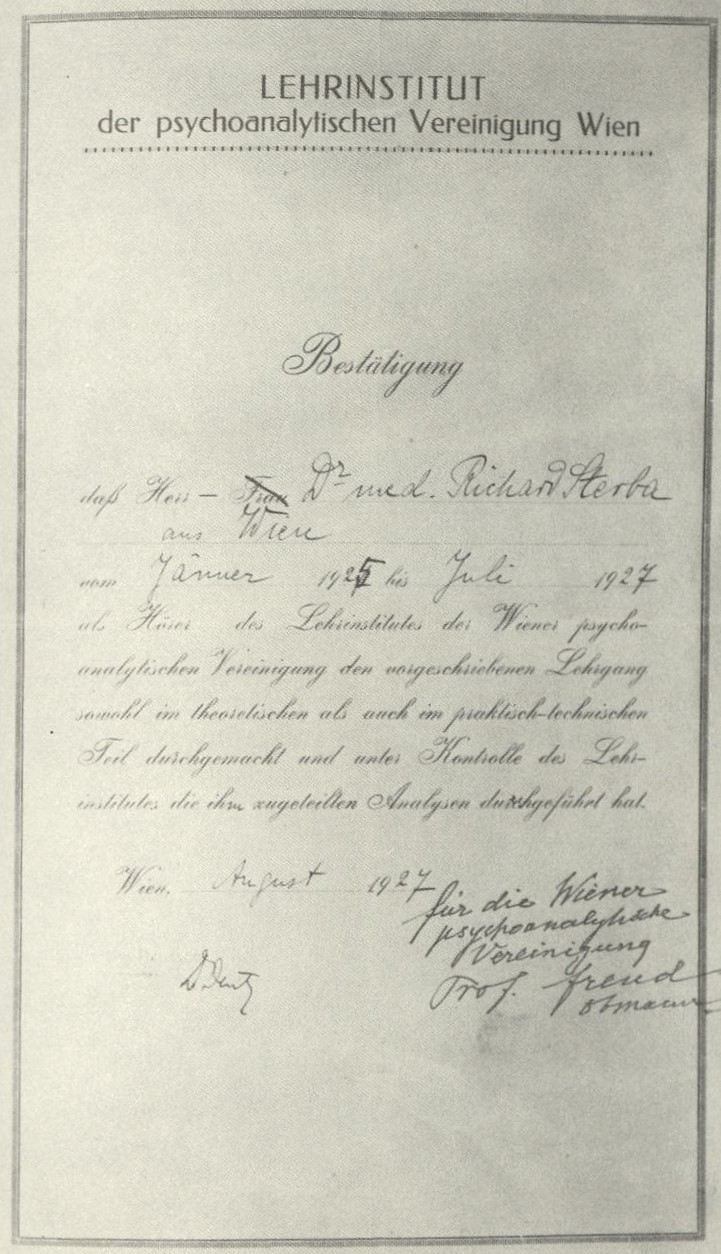
Lehrinstitut der psychoanalytischen Vereinigung Wien 1927

Richard Francis Sterba (geboren 6. Mai 1898 in Wien, Österreich-Ungarn; gestorben 24. Oktober 1989 in Grosse Pointe, Michigan) war ein österreichisch-US-amerikanischer Psychoanalytiker.

## Leben
Der Vater von Richard Sterba, Josef Sterba, war Mathematik- und Physiklehrer an einem Gymnasium. Seine Mutter Mathilde Fischer war Schneiderin. Die Familie war katholisch. Richard Sterba wurde knapp vor seinem 18. Geburtstag 1916 zum Militärdienst eingezogen. Nach dem Krieg studierte er Medizin an der Universität Wien und promovierte dort 1923. Nach der Promotion arbeitete Sterba als Arzt am Wilhelminenhospital in Wien und begann 1924 eine (Lehr-)Analyse bei Eduard Hitschmann. 1925 wurde Sterba Mitglied der Wiener Psychoanalytischen Vereinigung. Sterba besuchte das therapeutisch-technische Seminar von Wilhelm Reich, der ihn in seiner Entwicklung zum psychoanalytischen Therapeuten stark beeinflusste. Ab Herbst 1926 arbeitete er gemeinsam mit Grete Bibring und Eduard Kronengold am Psychoanalytischen Ambulatorium in Wien. 1929 wurde er Lehranalytiker in Wien. Im Jahr 1926 heiratete er die Psychoanalytikerin Editha von Radanowicz-Hartmann. Nach dem Anschluss Österreichs 1938 flohen beide, obwohl nichtjüdisch, vor dem nationalsozialistischen Terrorregime in die Schweiz und gingen von dort in die Vereinigten Staaten, wo sie in Detroit mit Leo Bartemeier ein psychoanalytisches Institut aufbauten und eine eigene Praxis betrieben. 1945 wurde er Professor für Psychiatrie am Wayne State University College of Medicine in Detroit. 1946–1952 war er Präsident der Detroit Psychoanalytical Society. Der Nachlass Richard Sterbas befindet sich im Archiv des Sigmund Freud Museums in Wien.

## Forschungsschwerpunkt
Sterba prägte den Begriff der therapeutischen Ichspaltung (Das Schicksal des Ichs in therapeutischen Verfahren). Er sprach von einer therapeutischen Spaltung des „Ichs“ in ein erlebendes und ein beobachtendes „Ich“. Letzteres soll den Patienten in die Lage versetzen sich zu beobachten, in die Tiefe zu blicken und zu analysieren. Seine Arbeit bekommt durch die aktuelle Hirnforschung neuen Auftrieb, die belegt, dass die wesentlichen Unterschiede zwischen den Hirnen einfacher Vertebraten und dem menschlichen Gehirn darin bestehen, dass die entwicklungsgeschichtlich neueren Anteile die bereits vorhandenen analysieren, also übergeordnete Vorstellungen von den Reizwahrnehmungs- und Reizverarbeitungsprozessen aufbauen. Später spezialisierte sich Sterba auf psychoanalytische Studien von Künstlern und publizierte Biografien über Beethoven und Michelangelo.

## Schriften (Auswahl)
- Bemerkungen zum dichterischen Ausdruck des modernen Naturgefühls, in: Imago. Zeitschrift für Anwendung der Psychoanalyse auf die Natur- und Geisteswissenschaften XIV 1928 Heft 2/3, S. 322–333.[2]
- Zur Dynamik der Bewältigung des Übertragungswiderstandes, in: Internationale Zeitschrift für Psychoanalyse XV 1929 Heft 4, S. 456–470.[3]
- Eifersüchtig auf. . .? Ein doppelsinniger Ausdruck unserer Umgangssprache, in: Die Psychoanalytische Bewegung II 1930 Heft 2, S. 167–170.[4]
- Zur Problematik der Sublimierungslehre, in: Internationale Zeitschrift für Psychoanalyse XVI 1930 Heft 3/4, S. 370–377.[5]
- Der Widerstand gegen die Symbolübersetzung, in: Psychoanalytische Bewegung III 1931 Heft 3, S. 246–249.[6]
- Zur Gleichstellung von Mutter und Dirne, in: Internationale Zeitschrift für Psychoanalyse XVII 1931 Heft 3, S. 396.[7]
- Spinne, Erhängen und Oralsadismus, in: Psychoanalytische Bewegung IV 1932 Heft 3, S. 268–277.[8]
- Zur Theorie der Erziehungsmittel, in: Imago. Zeitschrift für Anwendung der Psychoanalyse auf die Natur- und Geisteswissenschaften XVIII 1932 Heft 1, S. 110–116.[9]
- Das Schicksal des Ichs im therapeutischen Verfahren, in: Internationale Zeitschrift für Psychoanalyse XX 1934 Heft 1, S. 66–73.[10]
- Über zwei Verse von Schiller, in: Imago. Zeitschrift für psychoanalytische Psychologie ihre Grenzgebiete und Anwendungen XXI 1935 Heft 1, S. 112–114.[11]
- Über Libidokriterien, in: Imago. Zeitschrift für psychoanalytische Psychologie ihre Grenzgebiete und Anwendungen XXII 1936 Heft 3, S. 371–378.[12]
- Das psychische Trauma und die Handhabung der Übertragung, in: Internationale Zeitschrift für Psychoanalyse XXII 1936 Heft 1, S. 40–46.[13]
- Zur Theorie der Übertragung, in: Imago. Zeitschrift für psychoanalytische Psychologie ihre Grenzgebiete und Anwendungen XXII 1936 Heft 4, S. 456–470.[14]
- Zur Problematik des musikalischen Geschehens, in: Internationale Zeitschrift für Psychoanalyse und Imago XXIV 1939 Heft 4, S. 428–433.[15]
- Ludwig van Beethoven und sein Neffe: Tragödie eines Genies. Eine psychoanalytische Studie. München 1964.
- The anxieties of Michelangelo Buonarroti, in: International Journal of Psychoanalysis, 1956, Volume 37, S. 325–330.
- Reminiscences of a Viennese psychoanalyst. Detroit: Wayne State Univ. Pr., 1982
  - Erinnerungen eines Wiener Psychoanalytikers, Frankfurt am Main : Fischer-Taschenbuch-Verlag 1985 ISBN 978-3-596-27354-6